# 水酸化カリウム
水酸化カリウム（すいさんかカリウム、英: potassium hydroxide）は硬くてもろい白色の結晶で、カリウムの水酸化物であり、カリウムイオンと水酸化物イオンよりなるイオン結晶である。苛性カリ（かせいカリ、英: caustic potash）とも呼ばれる。
化学式は KOH であり、式量は 56.11 である。塩化カリウムの水溶液を電解して得られる。製造過程において水分を完全に除去することが出来ない。市販品はKOH含有量85%程度のものが多く、無水物と一水和物（KOH·H2O）との混合物であり、多少の炭酸カリウムも含まれる。

## 性質
潮解性があり、水、エタノールによく溶け、水溶液は強いアルカリ性を示す。タンパク質に対し強い腐食性があるため、毒物及び劇物取締法で劇物に指定されている。
水和熱および水に対する溶解熱は水酸化ナトリウムより大きく以下の通りである。
{\displaystyle {\ce {{KOH(s)}+H2O(l)<=>KOH\cdot H2O(s)}}},　　　{\displaystyle {\mathit {\Delta }}H^{\circ }=-38.31{\mbox{kJ mol}}^{-1}}
{\displaystyle {\ce {KOH(s)<=>{K^{+}(aq)}+OH^{-}(aq)}}},　　　{\displaystyle {\mathit {\Delta }}H^{\circ }=-57.61{\mbox{kJ mol}}^{-1}}
水酸化ナトリウムよりもアルカリとしての強度が大であるが，カリウム製品を得る場合を除き，無機化学工業では安価で性質のよく似た水酸化ナトリウムでしばしば代用される。実際の反応では強度の違いが表面化することもある。例えば、ベンゼンスルホン酸塩をアルカリ融解する際、水酸化ナトリウムだけではほとんど進行しないが、水酸化カリウムを1/3程度加えると速やかに完了する。また、油脂の鹸化は水酸化ナトリウム水溶液では時間がかかるが、水酸化カリウムはアルコールに溶けやすく、均一になって容易に進む。
これは希薄水溶液中では水平化効果により塩基性の差はほとんど見られないが、濃厚水溶液では水酸化ナトリウムよりも活量が著しく増大し、熔融塩も同様であるためその差が顕著に現れ、この現象はナトリウムイオンよりもカリウムイオンのほうがイオン半径が大きく、水酸化物イオンとの相互作用が小さく、より強い塩基性が発揮できるためである。
多くの塩基に見られる通り二酸化炭素を吸収する性質を持ち、その能力は固体および濃厚水溶液において水酸化ナトリウムより強く、これは生成した炭酸カリウムの水に対する溶解度が炭酸ナトリウムより大きいためである。
{\displaystyle {\ce {2KOH + CO2 -> K2CO3 + H2O}}}
陸上生物は生体内にカリウムを濃縮するため、古来は植物を燃焼させた灰がカリウム資源であった。今日は岩塩鉱の副産物（複塩）など鉱物がカリウム資源となっている。日本国はカリウムの鉱物資源を持たず、カリウム化合物は輸入に頼らざるを得ない。ナトリウムに比べると産出量が少ないため、概ねカリウム化合物はナトリウム化合物より高価である場合が多い。（例外：過マンガン酸ナトリウム等）

## 用途
水酸化ナトリウムよりも水酸化カリウムの方が塩基性が強いので、加水分解などでより強い塩基性が必要とされる場合は、水酸化カリウムが使用される。油脂の鹸化価を滴定により調べるには、フェノールフタレインを指示薬としてエタノールに油脂を溶かして温め、水酸化カリウムのエタノール溶液を滴下する。水酸化ナトリウムはエタノールに溶けにくく、反応速度も小さいので用いられず、鹸化価の定義には KOH の式量が含まれる。　
一般用途としては、廃油・毛髪による配管詰まりの洗浄剤や、石鹸の材料として用いられる。水酸化ナトリウムは固形石鹸の材料であり、水酸化カリウムは液体石鹸の材料となる。
その強い塩基性を直接利用し、苛性ソーダ（水酸化ナトリウム）や界面活性剤と合わせて、洗浄剤として用いた製品もある。強烈な油汚れやタバコのヤニに対しては大変優れた洗浄力を示すが、物性が危険なため、専ら空調業界やクリーニング業界向けの業務用製品である。
炭酸カリウムの原料としても重要である。医薬品の製造にも用いる。
水酸化カリウム（固体+液体）の2008年度日本国内生産量は 136,272 t、消費量は 28,044 t である。
ドクツルタケとシロタマゴテングタケ（前者は溶液を付けると黄変するが後者は変色しない）など、一部のキノコの判別、皮膚科ではヒトから採取した皮膚組織を溶かして、菌類に感染しているか検査する方法（皮膚病変KOH試験）にも用いられる。